# King’s Bounty
King’s Bounty – gra komputerowa wyprodukowana przez New World Computing w 1990 roku, uważana za prekursora serii Heroes of Might and Magic.

## Opis
Gracz wciela się w jednego z czterech bohaterów (rycerza sir Crismauna, paladyna lorda Palmera, czarodziejkę Tynnestrę lub barbarzyńcę Mad Mohama – każdy posiada unikatowy atrybut) w celu odzyskania Berła Ładu – artefaktu króla Maximusa, które skradł Arech Dragonbreatch wraz ze swymi kompanami – złymi baronami. Mityczny artefakt pomagał mu utrzymać ład na jego ziemiach: Continentii, Forestrii, Archipelii i Saharii. Rozgrywka polega nie tylko na zwiedzaniu wszystkich czterech krain pełnych skarbów, czarodziejów i potworów, ale i na zdobywaniu zamków opanowanych przez wroga, organizowaniu i utrzymywaniu armii oraz kompletowanie kawałków mapy, która wskaże miejsce zakopania berła przez Arecha. Rozgrywka wymagała od gracza m.in. regularnego opłacania swoich wojsk, rozwijania umiejętności magiczno-bitewnych oraz działania pod presją czasu, jednak mimo tego ostatniego warunku bohater miał możliwość swobodnego podróżowania po całej mapie. Sterowanie umożliwione było wyłącznie za pomocą klawiatury
Tworząc grę Heroes of Might and Magic Jon Van Caneghem bazował na większości mechanizmów z gry King’s Bounty. Ponadto we wstępach do każdej części HoMM odwoływał się do swego dzieła (np. instrukcji użytkownika do Heroes of Might and Magic III. Gra została wydana również na inne platformy: Sega Genesis (wersja z muzyką), Amiga, Mac, ZX Spectrum i Commodore 64 oraz doczekała się nieoficjalnych kontynuacji.

## Kontynuacje

### King’s Bounty 2
Jej twórcą był Ukrainiec Sergiej Prokofiew, który wykonał ją w 1993. W fabule tej kontynuacji King’s Bounty bezimienny bohater przybywa na nowe kontynenty (Równolesie, Zabłocja, Tajgania, Alpia oraz znana z poprzedniej części Saharia) aby pomagać miejscowym lordom w odzyskiwaniu straconych ziem. Oprócz występowania nowych rodzajów potworów wykorzystano do urozmaicenia rozgrywki inne rozwiązania techniczne pod postacią dodania jednostek robotniczych oraz nowatorskiego sposobu rozmieszczania wrogów w zamkach, która to metoda doprowadziła do wzrostu poziomu trudności w grze. Poprawiono również grafikę. Mimo tych nowości KB 2 zawierało mnóstwo błędów. Jest ona dostępna w wersji rosyjskojęzycznej.

### King’s Bounty 3
Gra została wydana jedynie na ZX Spectrum w 1998 przez Magic Moon Software (Rosja). Fabuła przedstawia kolejne losy bohatera w nowym świecie (na ziemiach takich jak w KB2 z wyjątkiem Alpii, którą tutaj pominięto). Zadanie gracza nie różni się od misji podejmowanych w KB 2, tzn. stanowią one  pracę dla władców kontynentów i zapobieganie intrygom. Innowacją okazało się podzielenie księgi czarów na 3 części: magię Dobra, Zła i Podróżną.

### Heroes of Might and Magic: Quest for the DragonBone Staff
Grę wyprodukował NWC w 2000 roku na platformę PlayStation 2. Program był właściwie konwersją King’s Bounty w 3D. Jako rycerz, paladyn, czarodziejka lub barbarzyńca gracz musi odzyskać Kostur Smoczypiszczel (tytułowy DragonBone Staff) dla króla Argusa III władającego czterema kontynentami: Arcatchią, Elestrią, The Pearl Islands i Vazarą. Skradł ją niejaki Malazak, syn Króla Żmijów. Program, który nie zawierał istotnych zmian technicznych, zebrał negatywne opinie wśród graczy jako „nudny i wtórny”.

### King’s Bounty: The Legend
Znana także pod roboczym tytułem King’s Bounty: Battle Lord, stanowi remake pierwszej części; wykonany został w 2008 przez rosyjską grupę Katauri Interactive, zaś wydaniem tytułu zajął się Cenega. Mimo wzorowania się na mechanizmach stosowanych w serii Heroes of Might and Magic m.in. w aspektach rozwoju głównego bohatera i trybów walki w podzielonej na heksy planszy, remake oferował rozgrywkę nakierowaną na RPG w czasie rzeczywistym (z wyjątkiem turowego trybu walki), zaś grupy przeciwników zyskały zdolność do poruszania się na mapie (element użyty w małej skali tylko w Heroes of Might and Magic IV), co stawia gracza przed zachowaniem ostrożności z powodu potencjalnego zagrożenia ataku. Przed rozpoczęciem gry konieczne jest wybranie jednego z trzech bohaterów – rycerza, paladyna lub maga. Fabułę osadzono ponownie w świecie fantasy, w którym ważną rolę odgrywa główny wątek fabularny, co jednak nie uniemożliwia podejmowania zadań pobocznych od postaci występujących na mapie; rozgrywka polega m.in. na detronizowaniu władców w celu zastąpienia ich nowymi, przybywaniu na odsiecz księżniczkom, poszukiwaniu ukrytych skarbów piratów oraz unieszkodliwianiu gromad złoczyńców terroryzujących okolicę. Inne innowacje to również „żywe” artefakty, które po założeniu zachowują się w sposób zależny od charakteru i zamiarów bohatera, a do ich kontrolowania potrzebne jest zwycięstwo nad zamieszkującymi je złymi duchami; bohater mógł również mieć żonę i dzieci, co zapewniało mu dodatkowe korzyści w rozgrywce.
King’s Bounty: The Legend zostało przedstawione w grafice trójwymiarowej i nie posiada trybu gry wieloosobowej.